# Grubovia dasyphylla
Grubovia dasyphylla är en amarantväxtart som först beskrevs av Fisch. och Carl Anton von Meyer, och fick sitt nu gällande namn av Helmut E. Freitag och G. Kadereit. Grubovia dasyphylla ingår i släktet Grubovia och familjen amarantväxter. Inga underarter finns listade i Catalogue of Life.